# Морель, Соломон
Соломон (Шломо) Морель (пол. Salomon Morel, ивр. סלומון מורל‎; 15 ноября 1919, Гарбово (ныне: Гарбув) — 14 февраля 2007, Тель-Авив) — польский коммунист еврейского происхождения, сотрудник польской госбезопасности, обвинявшийся в военных преступлениях.

## Биография
Родился в семье пекаря. Работал в семейной пекарне, затем продавцом в Лодзи. После начала войны вернулся в село к своей семье. Вместе с семьёй скрывался, чтобы избежать отправки в гетто. Укрывал семью Морелей Иосиф Ткачук. В начале 1942 вместе со своим братом присоединился к партизанскому отряду Гвардии Людовой. В 1944 году, после освобождения части польской территории Красной армией, поступил на службу в Министерство общественной безопасности Польши (МОБ). 15 марта 1945 года был назначен комендантом трудового лагеря Згода (до этого бывшего одним из подлагерей Аушвица). В лагере содержалось около 6 тысяч человек, в основном, фольксдойче, включая женщин и детей, но также и поляки. В лагере Згода от эпидемии тифа, голода и избиений умерло 1695 человек. В конце 1945 года лагерь был закрыт.
В 1946 году был награждён орденом Возрождения Польши, а впоследствии также Золотым Крестом заслуги. В 1949 году был назначен комендантом центрального трудового лагеря Яворно, где содержались украинцы, арестованные во время проведения операции «Висла». В дальнейшем был начальником различных тюрем. Дослужился до звания полковника. Работу в местах заключения завершил в мае 1968 года.
Во время работы в 1949 году окончил среднюю школу в Катовице, в 1958 году поступил на заочное отделение факультета права университета Вроцлава. В 1964 году получил диплом, защитив работу по теме «Труд заключенных и его значение».
Как писал Джон Сэк, автор книги «Око за око: Нерассказанная история еврейской мести немцам в 1945 году» («AN EYE FOR AN EYE — The Story of Jews Who Sought Revenge For the Holocaust»), Соломон Морель уже в день открытия концлагеря Свентохловице признался в том, что жаждет мести за более 30 своих убитых нацистами родственников.
«В первую ночь в Свентохловице, когда первые пленные были доставлены в концлагерь, он зашёл в один из бараков и сказал немцам: „Меня зовут Морель. Я — еврей. Мои мать и отец, моя семья, по моим предположениям, погибли, и я поклялся, что если останусь в живых, то отомщу нацистам. Сейчас вы заплатите за то, что сделали“».
В своей книге Сэк описывает массовые зверства в этом концлагере, где охранники издевались над заключенными, избивали и даже калечили их. Допущенная Морелем вспышка эпидемии тифа в лагере вызвала недовольство в министерстве; начальник тюремно-лагерного департамента МОБ Теодор Дуда подверг наложил на Мореля взыскание, подверг трёхдневному аресту и удержанию из оклада.
До 1992 года жил в Катовице. После падения социалистического государства в Польше его деятельность стала предметом расследования Института национальной памяти. В 1992 он уехал в Израиль. Польское правительство дважды направляло запрос в Израиль о его выдаче по нескольким обвинениям, в том числе и в геноциде, но Израиль не согласился его выдать.
Умер в 2007 году в Тель-Авиве.